# 岩手川口站
岩手川口站（日语：／ Iwate-kawaguchi eki */?）是位於岩手縣岩手郡岩手町大字川口第9地割68番1號，IGR岩手銀河鐵道的岩手銀河鐵道線車站。

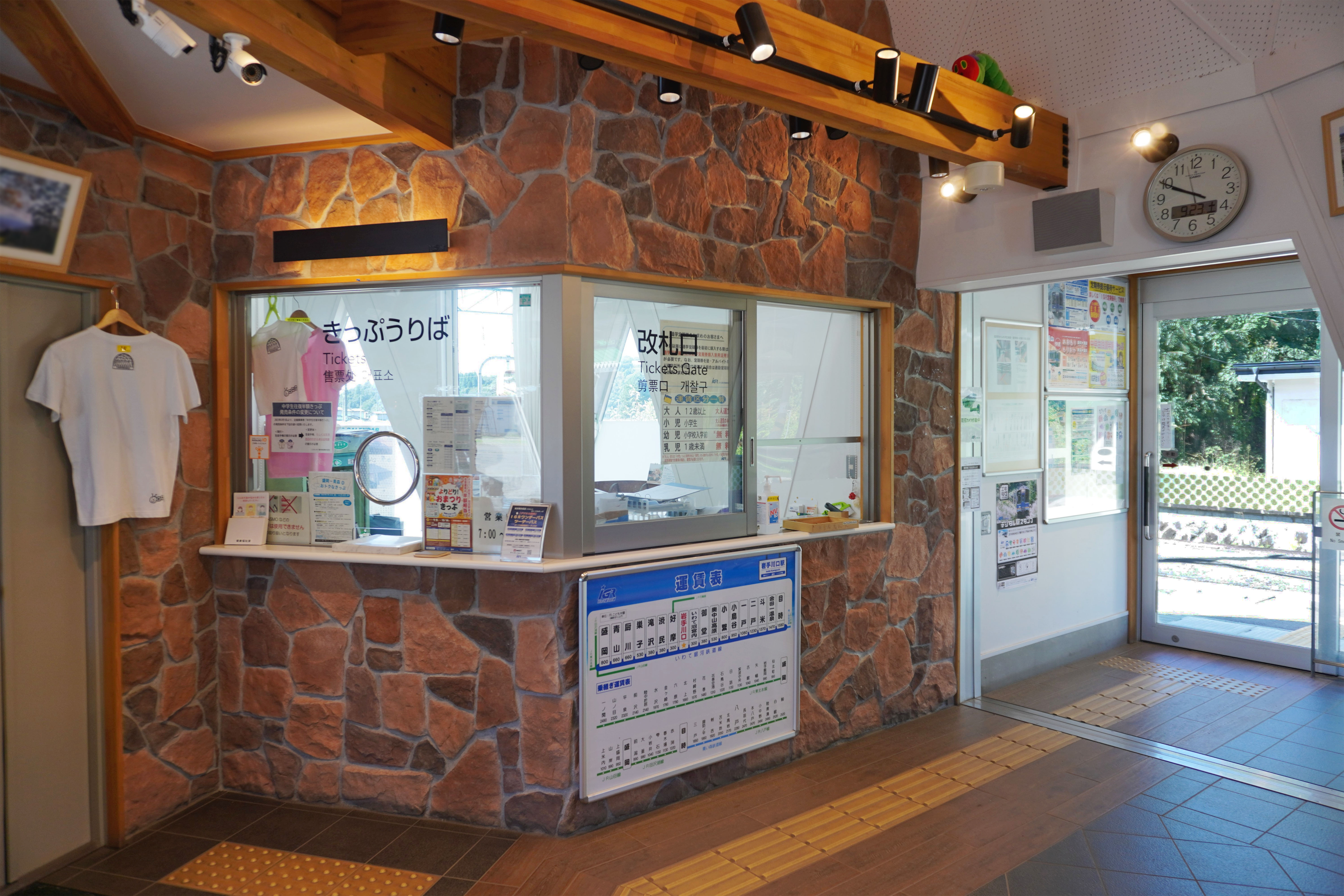
檢票口（2023年9月）

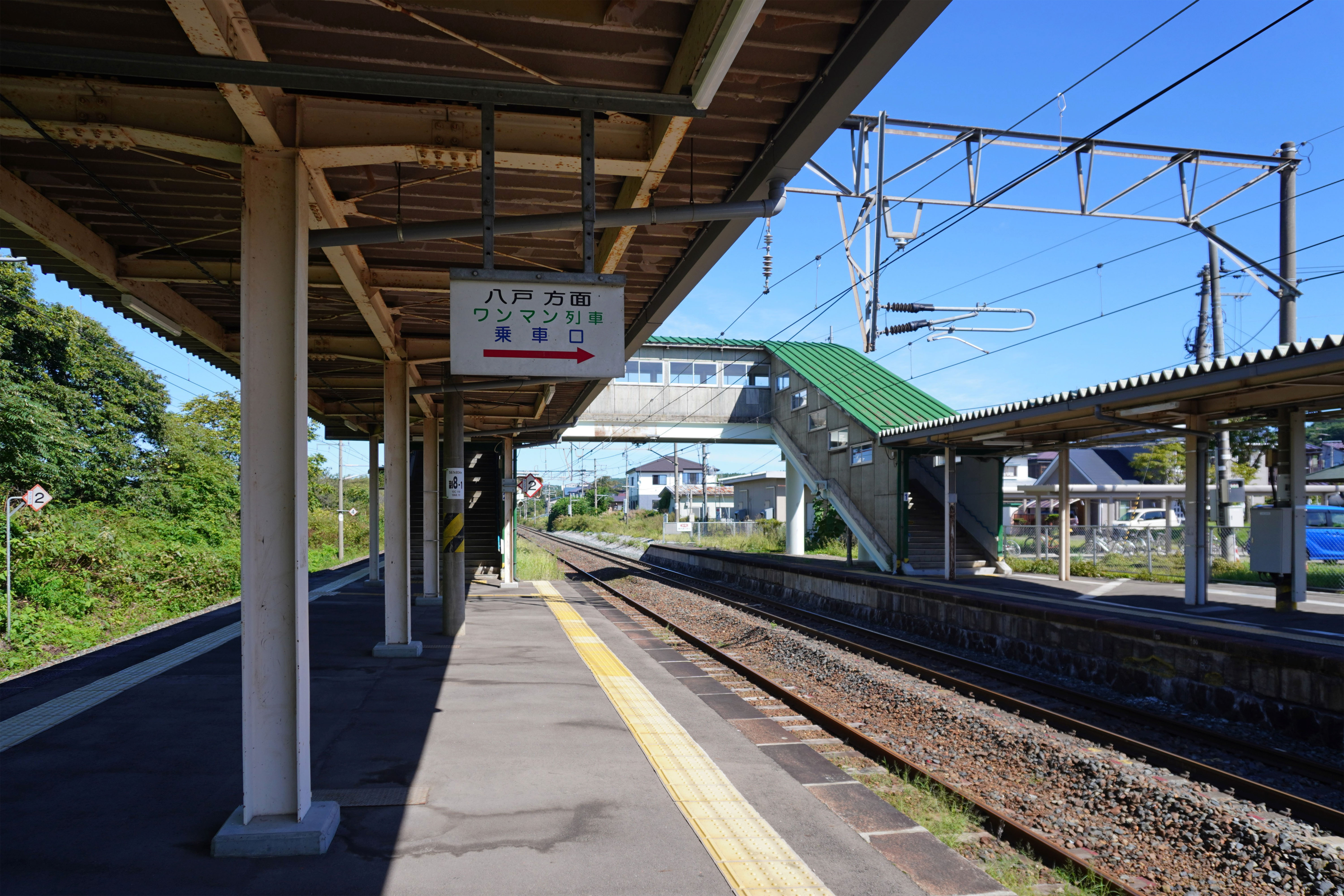
月台（2023年9月）

## 歷史
此站曾經名為川口站，在1934年改名為岩手川口站。1933年（昭和8年）4月1日，埼玉縣北足立郡川口町與青木村、橫曾根村、南平柳村合併成為川口市。在1934年（昭和9年）2月15日，位於前川口町的京濱東北線川口町站改名為川口站。而川口町站在正式來說是東北本線車站之一，因此同樣在東北本線中也設有川口站，因此造成同一路線有兩座相同車站名稱的情況，因此在川口町站改名前2星期，此站由川口站改名為岩手川口站。

### 年表
- 1898年1月11日：日本鐵道開設川口站。
- 1906年11月1日：日本鐵道根據鐵道國有法（日语：鉄道国有法）而國有化。成為官設鐵道車站。
- 1934年2月1日：車站改名為岩手川口站[1]。
- 1971年8月15日：終止貨物起卸業務。
- 1985年3月14日：降成為無人車站。
- 1987年4月1日：隨國鐵分割民營化，車站由東日本旅客鐵道（JR東日本）營運。
- 2002年12月1日：東北新幹線延伸至八戶，此站變由IGR岩手銀河鐵道管理。
- 2013年3月16日：實施時間表修正，成為快速列車（1日1班，只有上行方向）停車站[2]。
- 2015年3月14日：實施時間表修正，1日1班上行的快速列車降級為普通列車[3]。
- 2017年：

- 4月6日：開始重建站房。
- 12月1日：新站房開始使用。

## 車站構造
車站是一座地面車站，設有1面1線的單式月台和1面2線的島式月台，共有2面3線的月台。月台之間設有跨線橋連接。
現時的車站大樓建於2017年，車站大樓外觀的形狀是以岩手町特産捲心菜「岩手春綠」為特點而成。
此站是由盛岡站管理的簡易委託車站，委托了岩手町負責車站業務。車站大樓內設有售票櫃臺（營業時間：7:00 - 12:30），可購買硬身入場票和乘車票。

### 月台
| 月台 | 路線            | 上下行       | 方向                       |
| ---- | --------------- | ------------ | -------------------------- |
| 1    | ■岩手銀河鐵道線 | 下行         | 岩手沼宮內、二戶、八戶方向 |
| 2    | （後備月台）    | （後備月台） | （後備月台）               |
| 3    | ■岩手銀河鐵道線 | 上行         | 好摩、盛岡方向             |

※2號月台為待避線，截至2014年3月，沒有定期列車使用該月台。

## 使用狀況
根據「IGR岩手銀河鐵道」的資料，在2019年度（令和元年度）1日平均上下車人次為269人。
以下列出近年乘客人次：
| 乘車人次變化              | 乘車人次變化     | 乘車人次變化       | 乘車人次變化 |
| 年度                      | 1日平均 乘車人次 | 1日平均 上下車人次 | 參考資料     |
| ------------------------- | ---------------- | ------------------ | ------------ |
| 2000年（平成12年）        | 265              |                    | [ JR 1 ]     |
| 2001年（平成13年）        | 255              |                    | [ JR 2 ]     |
| 2002年（平成14年）（JR）  | 261              |                    | [ JR 3 ]     |
| 2002年（平成14年）（IGR） |                  | 415                | [ IGR 2 ]    |
| 2003年（平成15年）        |                  | 404                | [ IGR 3 ]    |
| 2004年（平成16年）        |                  | 388                | [ IGR 4 ]    |
| 2005年（平成17年）        |                  | 375                | [ IGR 5 ]    |
| 2006年（平成18年）        |                  | 364                | [ IGR 6 ]    |
| 2007年（平成19年）        |                  | 347                | [ IGR 7 ]    |
| 2008年（平成20年）        |                  | 331                | [ IGR 8 ]    |
| 2009年（平成21年）        |                  | 295                | [ IGR 9 ]    |
| 2010年（平成22年）        |                  | 298                | [ IGR 10 ]   |
| 2011年（平成23年）        |                  | 263                | [ IGR 11 ]   |
| 2012年（平成24年）        |                  | 291                | [ IGR 12 ]   |
| 2013年（平成25年）        |                  | 285                | [ IGR 13 ]   |
| 2014年（平成26年）        |                  | 278                | [ IGR 14 ]   |
| 2015年（平成27年）        |                  | 296                | [ IGR 15 ]   |
| 2016年（平成28年）        |                  | 299                | [ IGR 16 ]   |
| 2017年（平成29年）        |                  | 276                | [ IGR 17 ]   |
| 2018年（平成30年）        |                  | 298                | [ IGR 18 ]   |
| 2019年（令和元年）        |                  | 269                | [ IGR 1 ]    |

## 車站周邊
- 岩手縣道157號岩手川口停車場線（日语：岩手県道157号岩手川口停車場線）
- 川口郵局
- 岩手警署川口駐在所
- 岩手町立川口小學
- 岩手町立川口中學

## 巴士路線
- 川口站前巴士站（位於岩手縣道157號岩手川口停車場線（日语：岩手県道157号岩手川口停車場線）上，步行2分鐘）
  - 岩手縣北巴士（日语：岩手県北自動車） 盛岡巴士中心（日语：盛岡バスセンター）、沼宮內營業所方向(路線編號[B11][B12])
    - 但是，東部線（沼宮內 - 川口 - 大渡 - 岩瀨張，路線編號[B51][B82]）不經該巴士站，該線最近的巴士站是在川口公民館前。

  - JR巴士東北 平庭高原線（日语：平庭高原線） 盛岡站（東出口）葛卷（日语：ジェイアールバス東北葛巻車庫）、久慈方向
    - 盛岡方向的巴士站中，岩手縣北巴士和JR巴士的的位置不同。

## 相鄰車站
IGR岩手銀河鐵道
■岩手銀河鐵道
好摩－岩手川口－岩手沼宮內

## 注腳

### 使用狀況

#### JR東日本
1. ↑  . 東日本旅客鉄道.   [2019-02-04]. （原始内容存档于2018-02-13） （日语）.
2. ↑  . 東日本旅客鉄道.   [2019-02-04]. （原始内容存档于2019-04-02） （日语）.
3. ↑  . 東日本旅客鉄道.   [2019-02-04]. （原始内容存档于2019-04-02） （日语）.

#### IGR岩手銀河鐵道
1. 1 2   (PDF). IGRいわて銀河鉄道.   [2020-08-09]. （原始内容 (PDF)存档于2020-08-10） （日语）.
2. ↑   (PDF). IGRいわて銀河鉄道.   [2019-02-04]. （原始内容 (PDF)存档于2019-02-04） （日语）.
3. ↑   (PDF). IGRいわて銀河鉄道.   [2019-02-04]. （原始内容 (PDF)存档于2019-02-04） （日语）.
4. ↑   (PDF). IGRいわて銀河鉄道.   [2019-02-04]. （原始内容 (PDF)存档于2019-02-04） （日语）.
5. ↑   (PDF). IGRいわて銀河鉄道.   [2019-02-04]. （原始内容 (PDF)存档于2019-02-04） （日语）.
6. ↑   (PDF). IGRいわて銀河鉄道.   [2019-02-04]. （原始内容 (PDF)存档于2019-02-04） （日语）.
7. ↑   (PDF). IGRいわて銀河鉄道.   [2019-02-04]. （原始内容 (PDF)存档于2019-02-04） （日语）.
8. ↑   (PDF). IGRいわて銀河鉄道.   [2019-02-04]. （原始内容 (PDF)存档于2019-02-04） （日语）.
9. ↑   (PDF). IGRいわて銀河鉄道.   [2019-02-04]. （原始内容 (PDF)存档于2019-02-04） （日语）.
10. ↑   (PDF). IGRいわて銀河鉄道.   [2019-02-04]. （原始内容 (PDF)存档于2019-02-04） （日语）.
11. ↑   (PDF). IGRいわて銀河鉄道.   [2019-02-04]. （原始内容 (PDF)存档于2019-02-04） （日语）.
12. ↑   (PDF). IGRいわて銀河鉄道.   [2019-02-04]. （原始内容 (PDF)存档于2019-02-04） （日语）.
13. ↑   (PDF). IGRいわて銀河鉄道.   [2019-02-04]. （原始内容 (PDF)存档于2019-02-04） （日语）.
14. ↑   (PDF). IGRいわて銀河鉄道.   [2019-02-04]. （原始内容 (PDF)存档于2019-02-04） （日语）.
15. ↑   (PDF). IGRいわて銀河鉄道.   [2019-02-04]. （原始内容 (PDF)存档于2019-02-04） （日语）.
16. ↑   (PDF). IGRいわて銀河鉄道.   [2019-02-04]. （原始内容 (PDF)存档于2019-02-04） （日语）.
17. ↑   (PDF). IGRいわて銀河鉄道.   [2019-02-04]. （原始内容 (PDF)存档于2019-02-04） （日语）.
18. ↑   (PDF). IGRいわて銀河鉄道.   [2019-07-20]. （原始内容 (PDF)存档于2019-07-08） （日语）.

## 外部連結
- IGR岩手銀河鐵道 岩手川口站 （页面存档备份，存于）（日語）